# Guayalejo
Guayalejo är en ort i Mexiko.   Den ligger i kommunen Pánuco och delstaten Veracruz, i den centrala delen av landet, 300 km norr om huvudstaden Mexico City. Guayalejo ligger 38 meter över havet och antalet invånare är 2 723.
Terrängen runt Guayalejo är platt. Runt Guayalejo är det ganska glesbefolkat, med 32 invånare per kvadratkilometer. Närmaste större samhälle är Ponciano Arriaga, 17,3 km sydväst om Guayalejo. Trakten runt Guayalejo består till största delen av jordbruksmark.